# Gauville (Somme)
Gauville (picardisch: Gueuville) ist eine nordfranzösische Gemeinde mit 332 Einwohnern (Stand 1. Januar 2022) im Département Somme in der Region Hauts-de-France. Die Gemeinde liegt im Arrondissement Amiens, ist Teil der Communauté de communes Somme Sud-Ouest und gehört zum Kanton Poix-de-Picardie.

## Geographie
Die Gemeinde liegt rund vier km ostnordöstlich von Aumale in der Normandie und 15,5 km westlich von Poix-de-Picardie. Das Gemeindegebiet erstreckt sich im Norden bis an die Autoroute A29 und grenzt an die Gemeinden Lafresguimont-Saint-Martin, Morvillers-Saint-Saturnin und Aumale und damit an das Département Seine-Maritime. Im Westen fällt das Gemeindegebiet zum Tal der Bresle ab.

## Einwohner
| 1962 | 1968 | 1975 | 1982 | 1990 | 1999 | 2006 | 2011 |
| ---- | ---- | ---- | ---- | ---- | ---- | ---- | ---- |
| 262  | 284  | 290  | 301  | 310  | 397  | 407  | 379  |